# Straßwalchen
Straßwalchen é um município da Áustria, situado no distrito de Salzburg-Umgebung, no estado de Salzburgo. Tem 44,52 km² de área e sua população em 2019 foi estimada em 7.570 habitantes.